# Musée national de l'histoire et de la culture afro-américaines
Le Musée national de l’histoire et de la culture afro-américaines (en anglais : National Museum of African American History and Culture ou NMAAHC) est un musée de la Smithsonian Institution situé à Washington, sur le National Mall.
Officiellement créé en 2003, il existe d'abord en ligne. Sa construction débute en 2012 et le musée est inauguré le 24 septembre 2016.

## Localisation
Le musée s'élève en plein centre de Washington entre la 15e rue, près du Washington Monument, et le musée national d'histoire américaine.

## Histoire

### Projet de mémorial
En 1915, des vétérans afro-américains de la guerre de Sécession demandent, en vain, que soit érigé à Washington un mémorial pour les Afro-Américains. En 1929, le Congrès vote une résolution autorisant la construction d'un musée mais avec la crise économique refuse un financement fédéral. Après la lutte pour les droits civiques, dans les années 1960, l'idée est relancée mais pas suivie par le monde politique et universitaire. En 2015, Rhea L. Combs, conservatrice du nouveau musée, déclare : « Longtemps, le groupe dominant, l’homme blanc d’origine européenne, a choisi de ne pas inclure cette histoire dans le récit national ».

### Lancement sous George W. Bush
En 2003, le président George W. Bush autorise le lancement du projet. Sur les 500 millions de dollars (soit 445 millions d’euros) de budget nécessaire, la moitié est assurée par gouvernement fédéral,, l’autre par des dons privés dont 21 millions de dollars par l’animatrice Oprah Winfrey, dix millions par la Fondation Bill-et-Melinda-Gates et plus de 5 millions par l'ancien basketteur Michael Jordan et sa famille.

### Construction sous Barack Obama
Le 22 février 2012, le président Barack Obama et l'ex-première dame des États-Unis Laura Bush posent officiellement la première pierre. Les cabinets Freelon, Adjaye et Bond sont retenus pour le projet.
Le musée est inauguré le 25 septembre 2016 par le président Barack Obama et sa femme Michelle, en présence de son prédécesseur George W. Bush, de sa femme Laura et de plusieurs milliers de personnes.

### Révisionnisme sous Donald Trump
Le 27 mars 2025, au tout début de son second mandat, le président américain Donald Trump émet un décret dans lequel il s’attaque directement à la programmation du Smithsonian. Il y affirme vouloir mettre en avant ce qui souligne « l’unité », la « perfection » et la « prospérité » du pays. Trump veut ainsi présenter une histoire expurgée de tous conflits et crimes, et de toute mention de l’esclavage ou de la ségrégation raciale comme des sources d’une quelconque honte. L’égalité étant selon lui une invention idéologique, les discriminations et violences à l’égard des minorités apparaissent selon cette vision comme des actes justifiés, dont les États-Unis n’auraient à tirer aucune culpabilité.
Le vice président, J.D. Vance, membre du conseil d’administration de la Smithonian Institution, est chargé de « retirer » cette « idéologie inappropriée » de ses différents établissements, et de s’assurer de la pureté du contenu des expositions.

## Collections
Le musée traite l'histoire et la culture au travers de trois thèmes : l'esclavage, la ségrégation et la culture et le sport. Pour la partie consacrée à l’esclavage on trouve plusieurs objets inédits :
- la collerette d'Harriet Tubman[1], une esclave du Maryland célèbre pour avoir organisé l'évasion de nombreux autres esclaves ;
- la bible de Nat Turner[1] un esclave de Virginie qui dirigea en 1831 la rébellion d'esclaves la plus meurtrière aux États-Unis. Cette bible a été offerte au musée par les descendants d'une famille blanche tuée pendant cette rébellion.

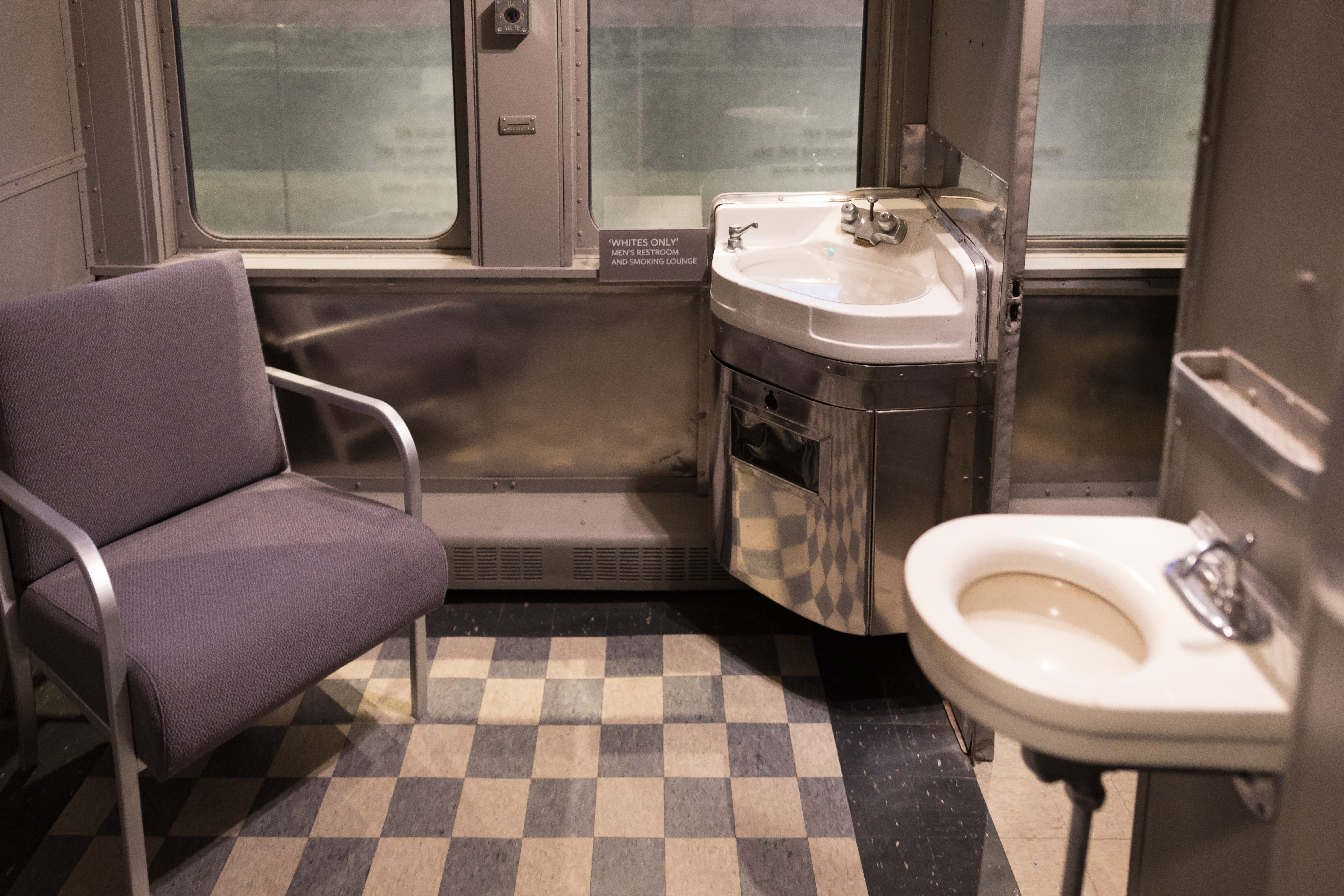
« Réservé aux Blancs » : toilettes pour hommes et fumoir dans la voiture no 1200 de la Southern Railway Company, 1923, transformée en voiture séparée en 1940.

Pour la ségrégation, la principale pièce du musée est une voiture de chemin de fer datant de 1918 avec des sièges réservés aux Noirs. Cette voiture a été acheminée sur place avant avec l'érection du musée qui a été construit autour. Est également exposé la nappe sur laquelle a été rédigé l’argumentaire demandant la déségrégation scolaire dans les années 1950 et le premier cercueil d'Emmett Till, un adolescent noir de quatorze ans qui a été battu à mort dans le Mississippi en 1955 pour avoir sifflé ou importuné une femme blanche. Sa mère avait volontairement rouvert le cercueil avant ses obsèques pour que tout le monde voit l'état du corps. La brutalité de sa mort sera un des déclencheurs du mouvement des droits civiques.
Pour l'apport des Afro-Américains à la vie culturelle, artistique et sportive des États-Unis sont présentés :
- la combinaison du premier astronaute noir[1] ;
- la Cadillac du musicien Chuck Berry[1], ainsi que la guitare de ses débuts, une Gibson ES-350T (en) (qu'il surnommait affectueusement « Maybellene »)[6] ;
- plusieurs costumes de scène d'artistes afro-américains[1].

## Galerie

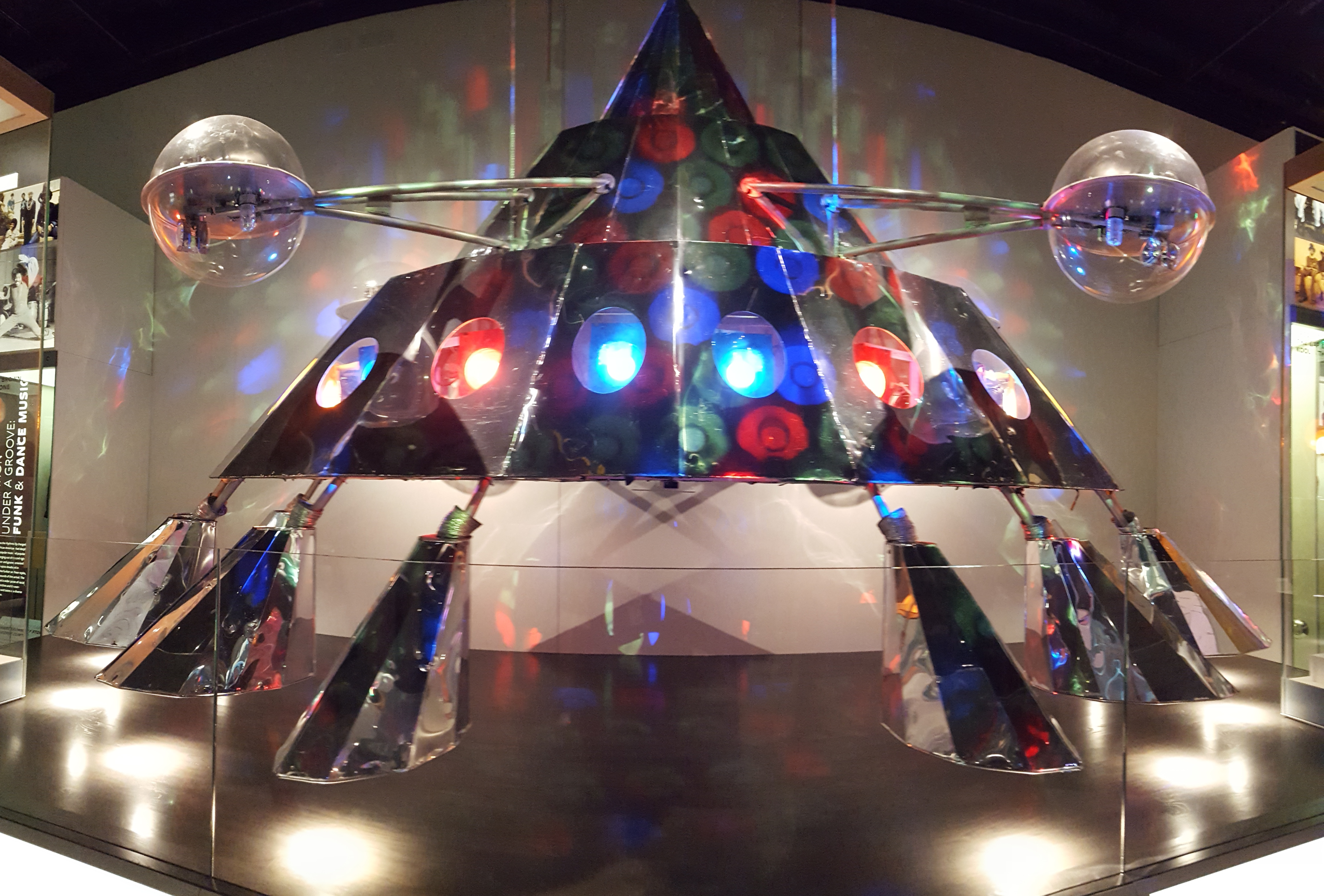
Le P-Funk mothership.
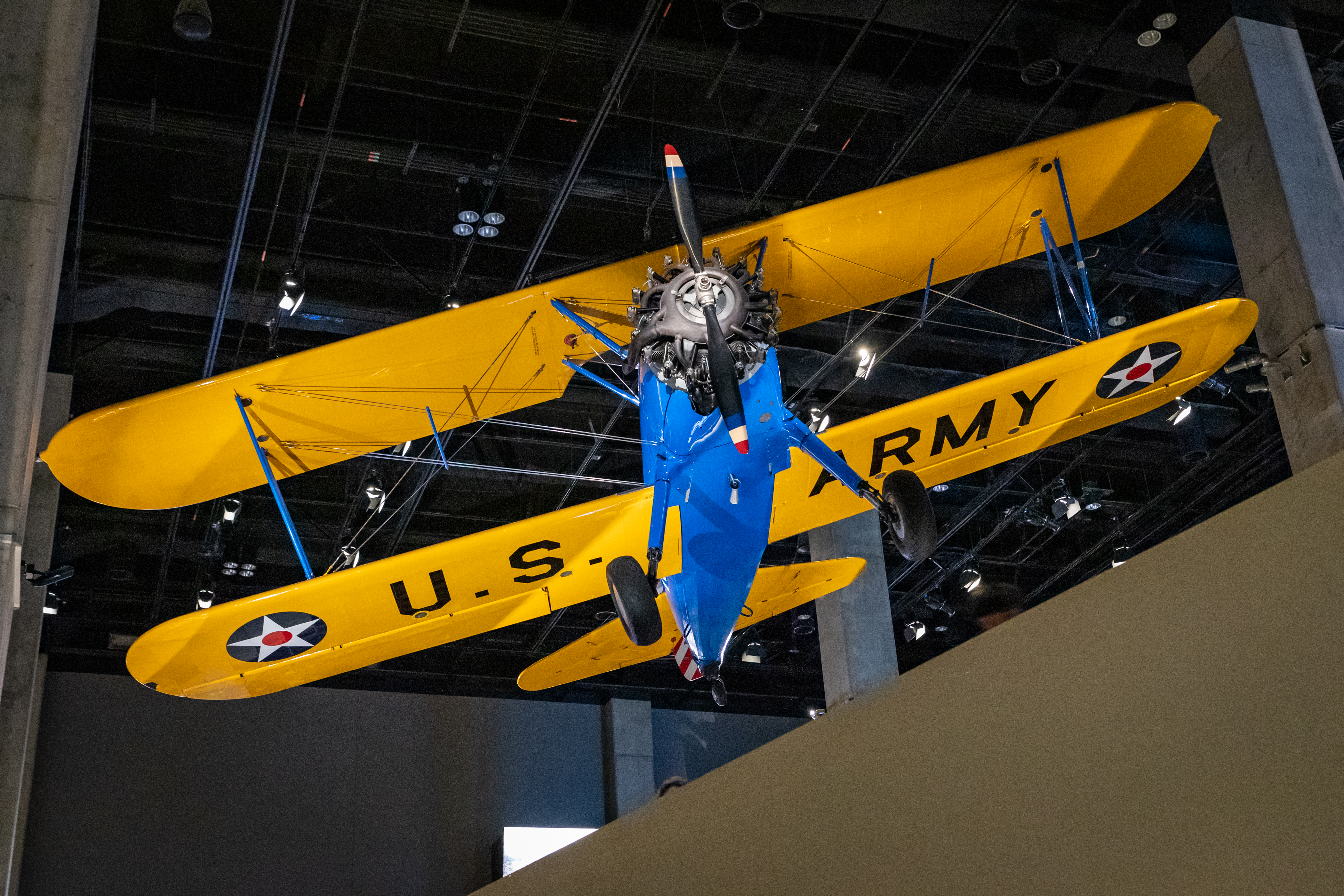
Avion des Tuskegee Airmen.
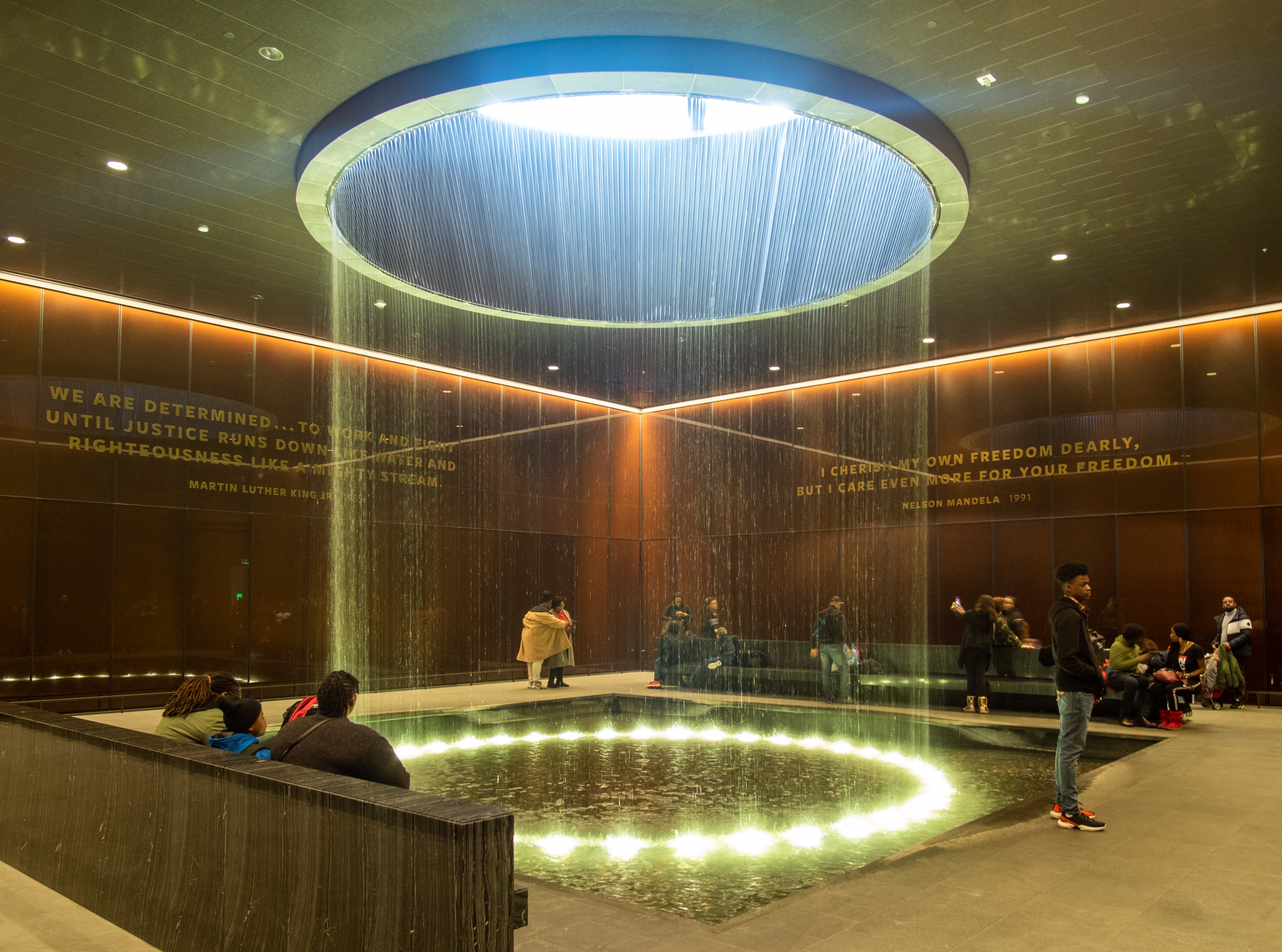
Bassin de contemplation.
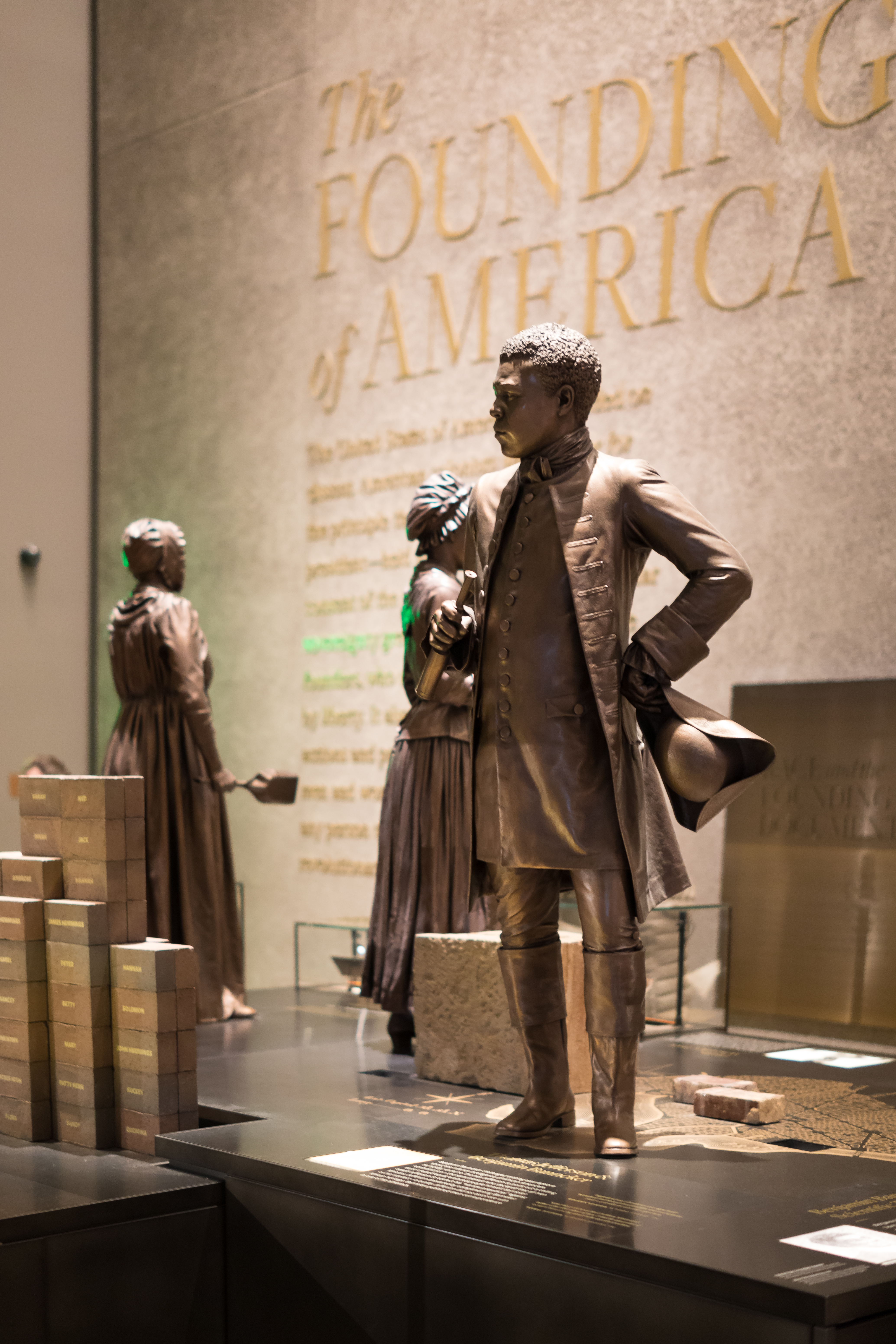
Statue de Benjamin Banneker.